# Stenotarsus usambaricus
Stenotarsus usambaricus es una especie de coleóptero de la familia Endomychidae.

## Distribución geográfica
Habita en Usambara (Tanzania).